# Rodi Garganico
Rodi Garganico är en ort och kommun i provinsen Foggia i regionen Apulien i Italien. Kommunen hade 3 655 invånare (2017).